# Drömslottet
Drömslottet (originaltitel: Anne's House of Dreams) är Lucy Maud Montgomerys femte bok i serien om Anne på Grönkulla, första gången publicerad på engelska 1917 och på svenska 1918.
En vacker höstdag står Anne brud i Grönkullas trädgård. Hon och Gilbert sätter sedan bo i det lilla vita huset mellan fiskeläget Glen S:t Mary och Fyra vindars udde. Som nybliven hustru får Anne möta många nya människor som fyrvaktaren kapten Jim, den bestämda grannkvinnan fröken Cornelia samt unga Leslie och hennes sinnesslöa make.